# Vieussan
Vieussan is een gemeente in het Franse departement Hérault (regio Occitanie) en telt 214 inwoners (1999). De plaats maakt deel uit van het arrondissement Béziers.

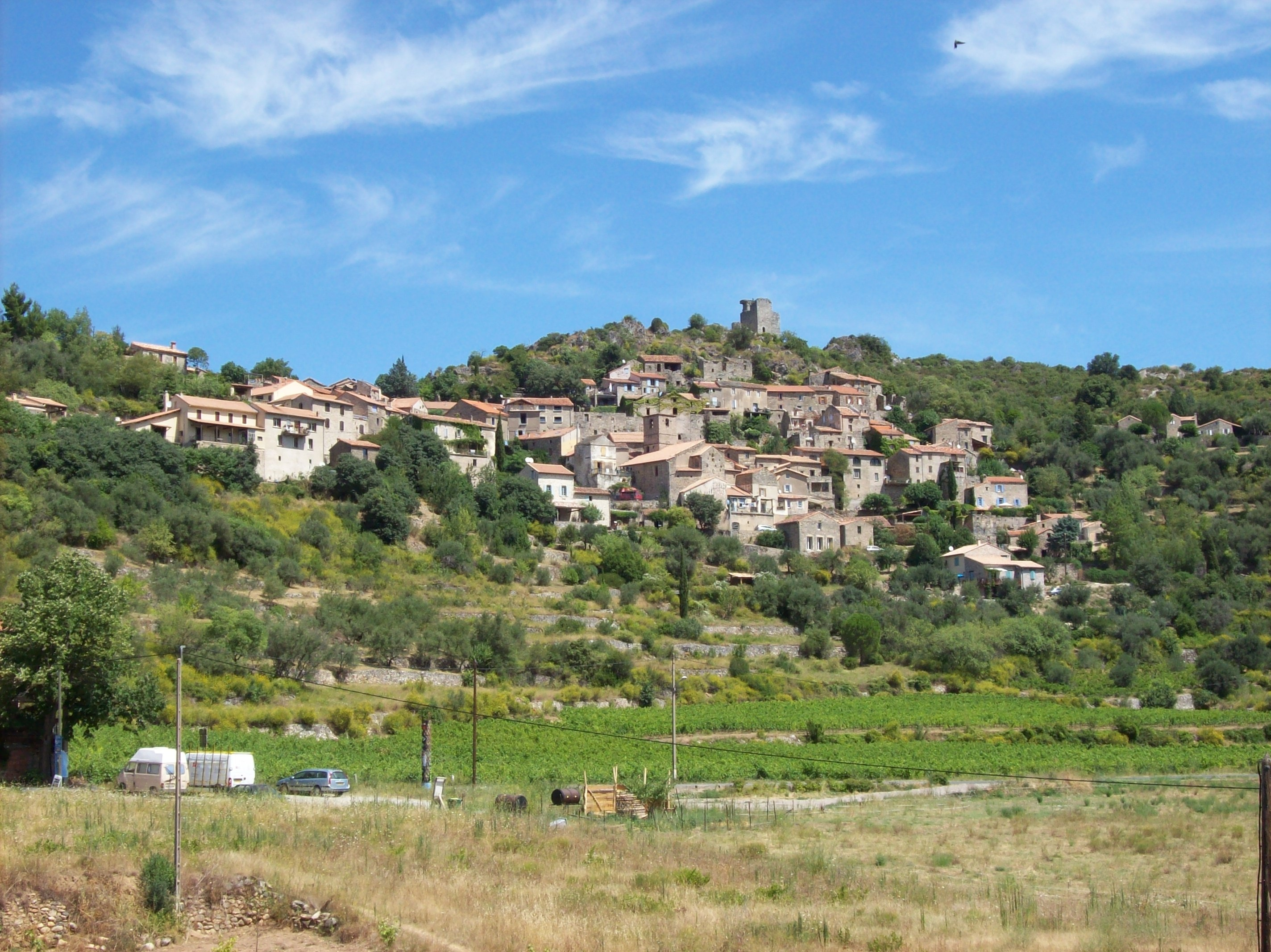
Gezicht op Vieussan

## Geografie
De oppervlakte van Vieussan bedraagt 28,4 km², de bevolkingsdichtheid is 7,5 inwoners per km².

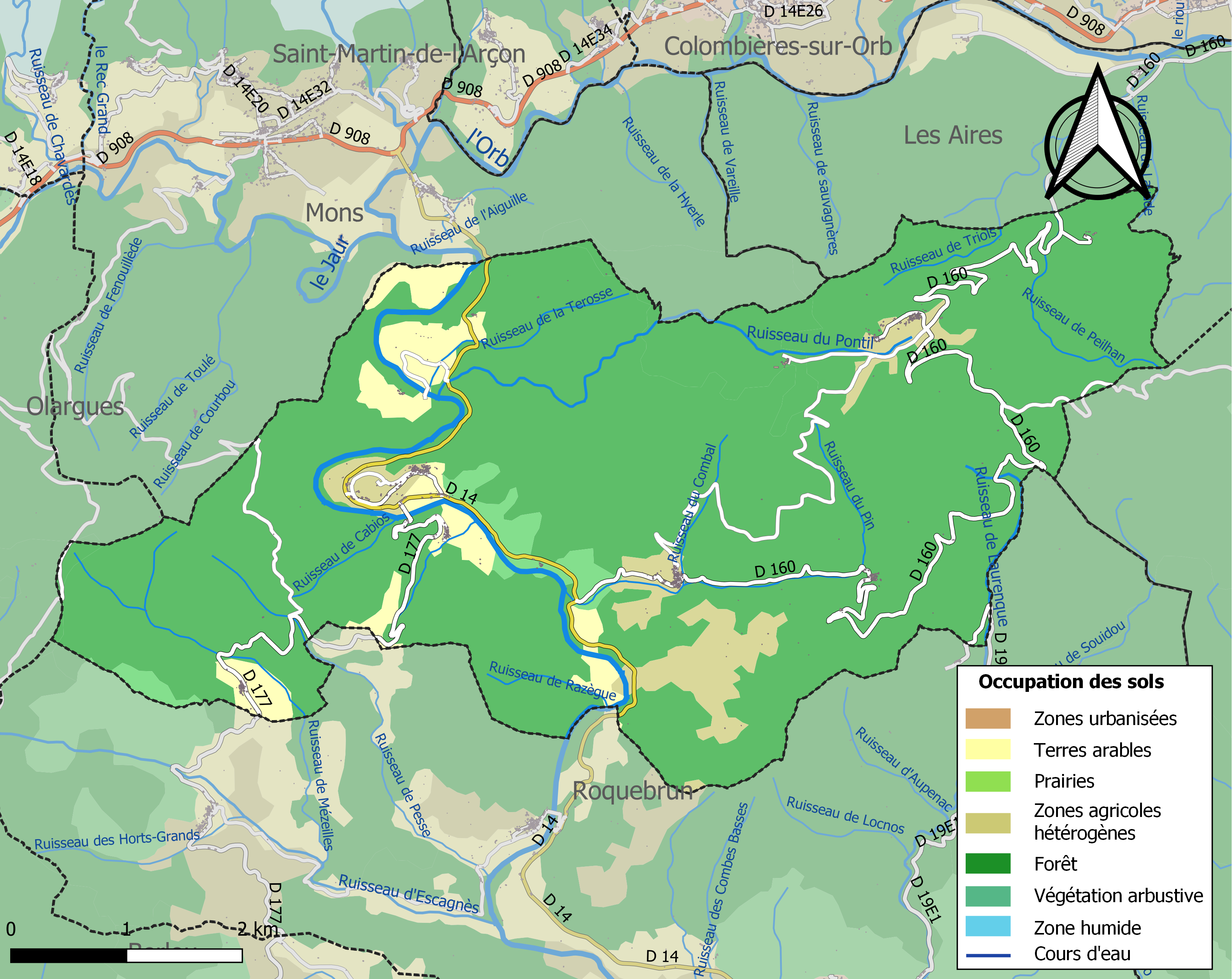
Kaart van de gemeente met de belangrijkste infrastructuur, bodemgebruik en omliggende gemeenten

## Demografie
Onderstaande figuur toont het verloop van het inwonertal (bron: INSEE-tellingen).